# 里亚舒-达克鲁斯
里亚舒-达克鲁斯是巴西北大河州的一个市镇。总面积127.221平方公里，总人口2748人，人口密度21.6人/平方公里。